# Lotki (ornitologia)
Lotki (łac.: remiges od remus – "wiosło") – duże i sztywne pióra umieszczone na tylnej krawędzi skrzydeł ptaków. Tworzą powierzchnię nośną skrzydła, niezbędną do lotu.
Wyróżnia się:

Grupy piór na skrzydle ptaków:
1) lotki pierwszego rzędu,
2) pokrywy pierwszego rzędu,
3) skrzydełko,
4) lotki drugiego rzędu,
5) pokrywy duże drugiego rzędu,
6) pokrywy średnie drugiego rzędu,
7) pokrywy małe drugiego rzędu,
8) lotki trzeciego rzędu,
9) barkówki

- Lotki 1. rzędu (pierwszorzędowe, p-lotki[2]) – zewnętrzna grupa lotek (u różnych gatunków może liczyć 10–12 piór), umiejscowiona na dłoni skrzydła. Skrajna z nich często bywa szczątkowa. Są numerowane od nadgarstka w stronę krańca skrzydła. Mają smukły kształt, są długie, mocne i zdecydowanie asymetryczne (chorągiewka zewnętrzna jest węższa od wewnętrznej). Lotki zachodzą na siebie w ten sposób, że chorągiewka zewnętrzna (węższa) leży na chorągiewce wewnętrznej (szerszej) sąsiedniej lotki położonej bliżej końca skrzydła.

Lotki pierwszorzędowe są odpowiedzialne za główny napęd w locie. Pióra te są umocowane w skórze elastycznie, umożliwiając do pewnego stopnia obrót wokół dłuższej osi. Dzięki temu podczas ruchu skrzydła w dół "odpychają" powietrze, napędzając ptaka, a kiedy skrzydło unosi się w górę, powietrze może swobodnie przepłynąć między piórami. W locie mogą się rozczapierzać, dzięki czemu ułatwiają manewrowanie i zmniejszają turbulencje.
Najbardziej zewnętrzne lotki pierwszorzędowe u wielu gatunków ptaków (np. przedstawicieli szponiastych, grzebiących, sów, bocianowatych) mają emarginacje – charakterystyczne wycięcia w górnych częściach chorągiewek. Wyróżnia się emarginację wewnętrzną i zewnętrzną, odpowiednio na wewnętrznej i zewnętrznej chorągiewce. Górna część lotki z emarginacjami nazywana jest częścią palczastą (palcem) pióra, a dolna - częścią dłoniową. Po kształcie emarginacji można rozpoznać pozycję lotki w skrzydle, a niekiedy również gatunek ptaka.
- Lotki 2. rzędu (drugorzędowe, s-lotki[3]) – środkowa grupa lotek (9–15 piór, a u niektórych gatunków albatrosów nawet do 40[4]), umiejscowiona na przedramieniu. Są numerowane od nadgarstka w stronę tułowia. Ich funkcją jest wytwarzanie ciągłej, lecz elastycznej powierzchni nośnej, utrzymującej ptaka w powietrzu. Lotki drugorzędowe są mało zróżnicowane pod względem kształtu i wielkości, zewnętrzne są jedynie bardziej łukowato wygięte w kierunku nasady skrzydła, a środkowe — prostsze.
- Lotki 3. rzędu (trzeciorzędowe, t-lotki[5]) – wewnętrzna grupa lotek (ostatnie 3–5 piór), położona tuż przy tułowiu, niekiedy (błędnie) zaliczana do lotek drugorzędowych. Są one proste i prawie symetryczne. Nie stanowią prawdziwych lotek sensu stricto, są nimi jedynie z nazwy, a to dlatego, że w przeciwieństwie do lotek 1. i 2. rzędu, nie są solidnie przymocowane do kości skrzydła (odpowiednio: kości dłoni i przedramienia), w związku z czym są zbyt luźne i elastyczne, by budować sztywny profil skrzydła, dający nośność. Nie służą więc ani wytwarzaniu nośności (jak lotki 2. rzędu), ani ciągu (jak lotki 1. rzędu), stanową jedynie osłonę lotek 1. i 2. rzędu, kiedy skrzydło jest złożone oraz wypełniają lukę (wraz z barkówkami) pomiędzy tułowiem a ostatnią lotką 2. rzędu w locie, zapewniając ciągłość opływowego kształtu skrzydła (luka ta powodowałaby turbulencje i upośledzała lotność ptaka). Są umocowane w skórze poniżej kości ramieniowej (łac. humerus – stąd w j. ang. czasami stosuje się zamiennie nazwę humerals). Zwłaszcza u wielu gatunków ptaków morskich / wodnych, potrafią być bardzo długie (kaczki, mewy), wystając znacznie poza pozostałe lotki. Odwrotnie niż w przypadku lotek właściwych (1. i 2. rzędu), numeruje się je stosując numerację ciągłą z numeracją lotek 2. rzędu, tj. przykładowo po lotce S10, następuje lotka T11, a nie T1.

## Galeria

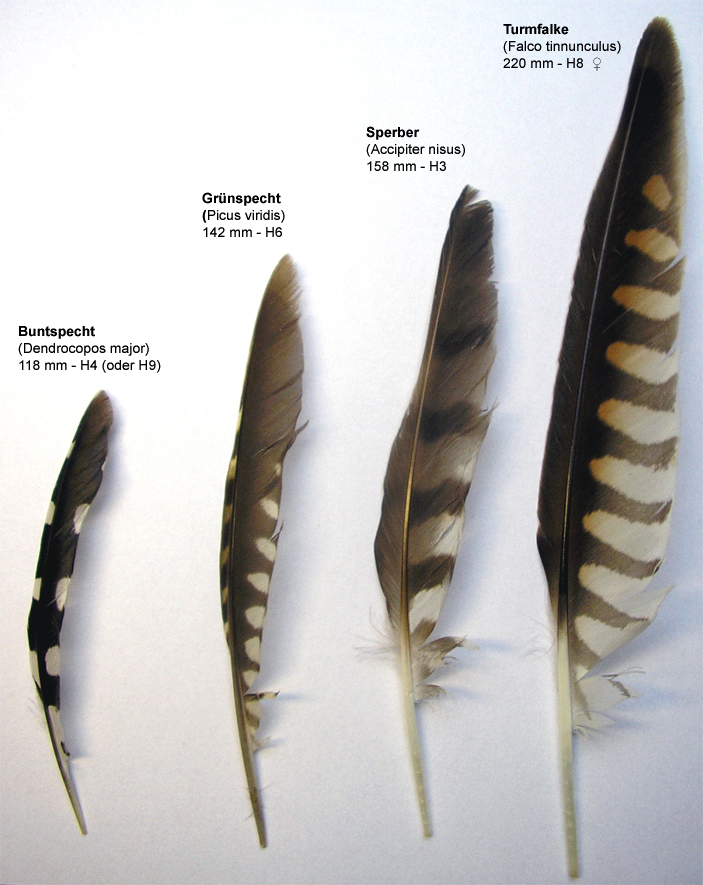
Lotki pierwszorzędowe (od lewej): dzięcioła dużego (Dendrocopos major), dzięcioła zielonego (Picus viridis), krogulca (Accipiter nisus) i pustułki (Falco tinnunculus)
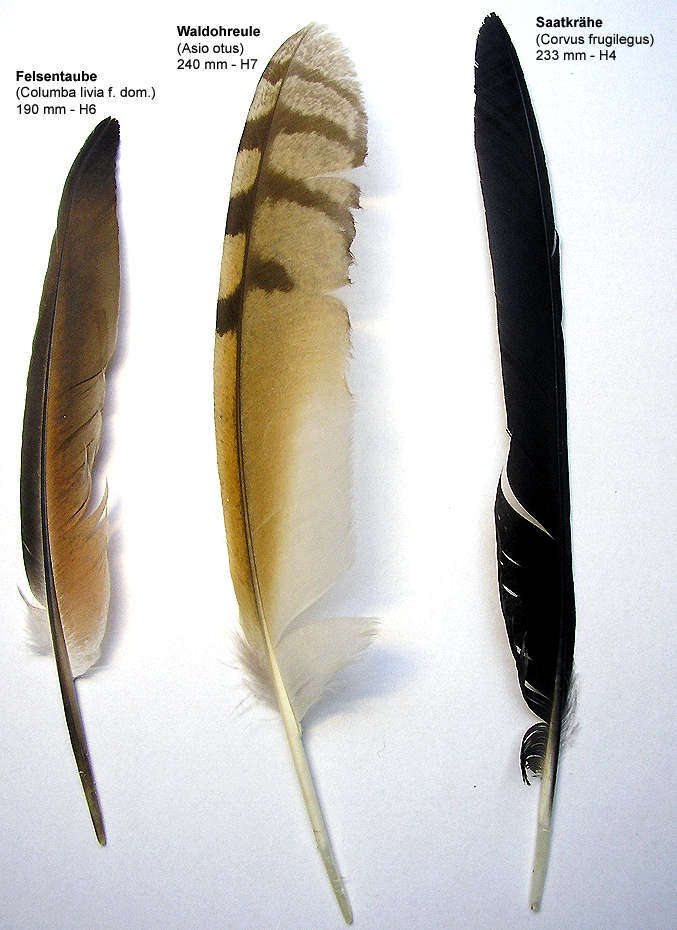
Lotki pierwszorzędowe (od lewej): gołębia domowego (Columba livia forma domestica), sowy uszatej (Asio otus) i gawrona (Corvus frugilegus)
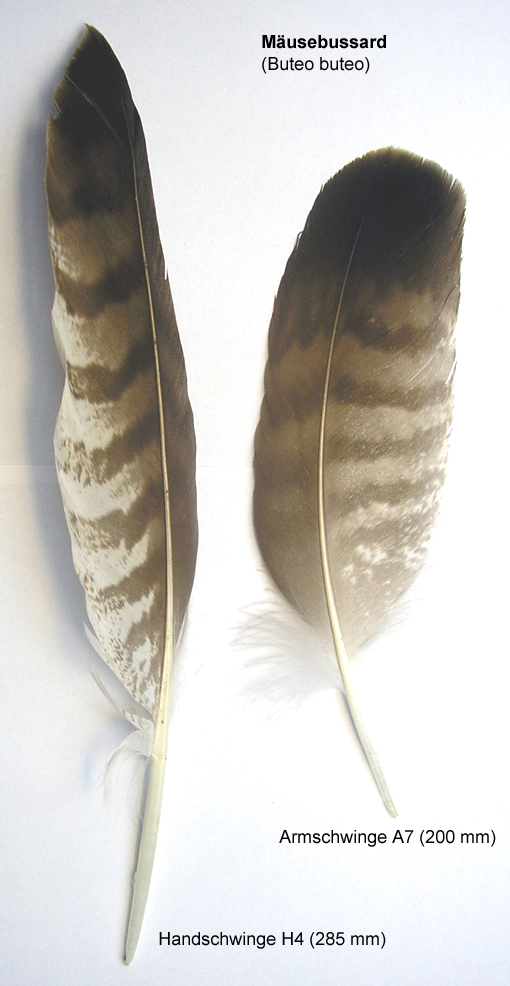
Porównanie lotki pierwszorzędowej (po lewej) i lotki drugorzędowej myszołowa (Buteo buteo)
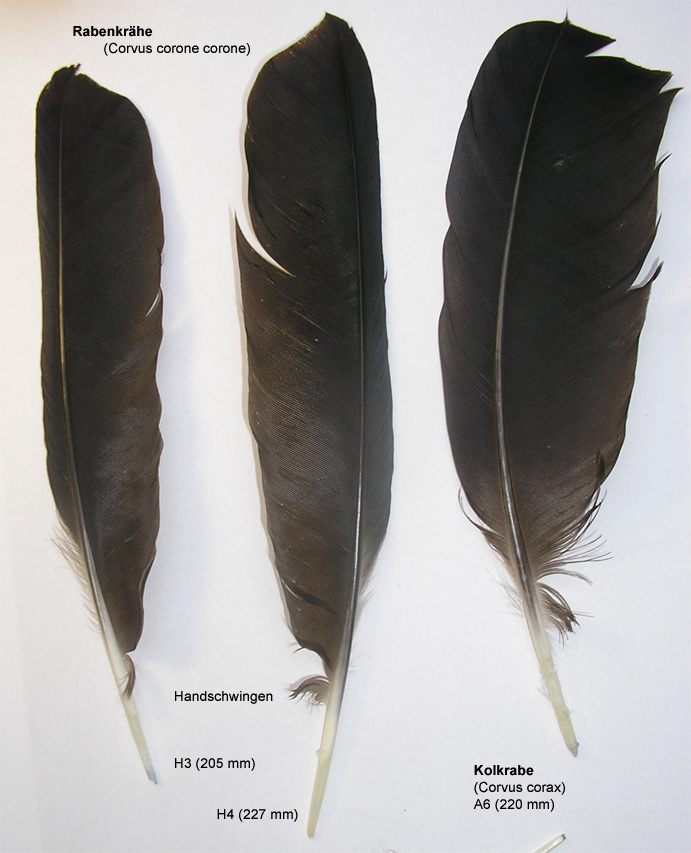
Lotki pierwszorzędowe czarnowrona (Corvus corone corone) (po lewej) oraz lotka drugorzędowa kruka (Corvus corax)
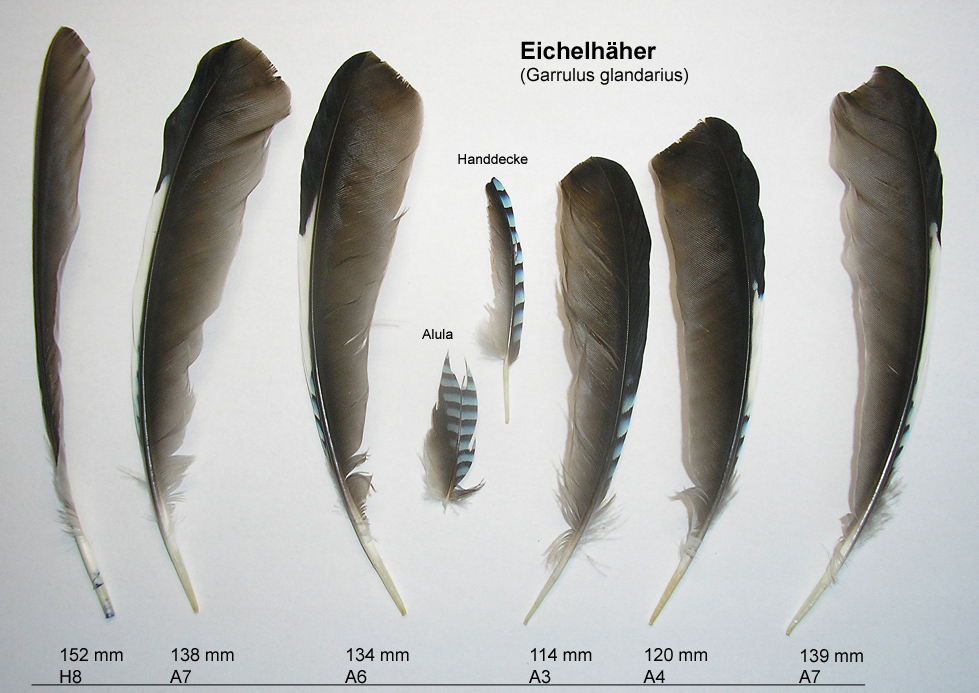
Lotki drugorzędowe oraz jedna lotka pierwszorzędowa i skrzydełko (w środku) sójki (Garrulus glandarius)
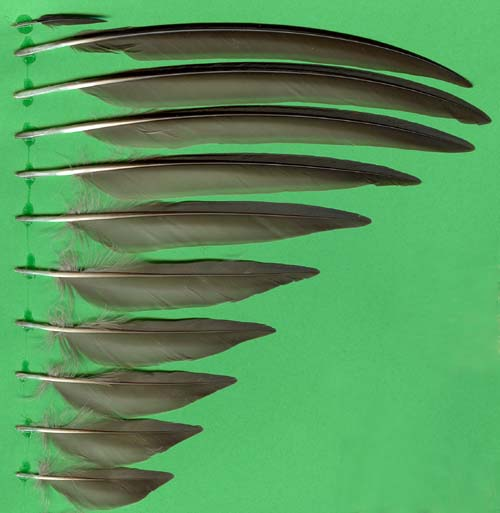
Lotki pierwszorzędowe jerzyka (Apus apus)
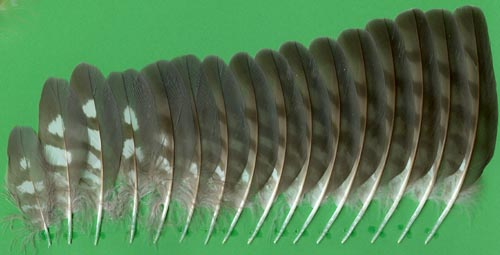
Lotki drugorzędowe samca krogulca (Accipiter nisus)
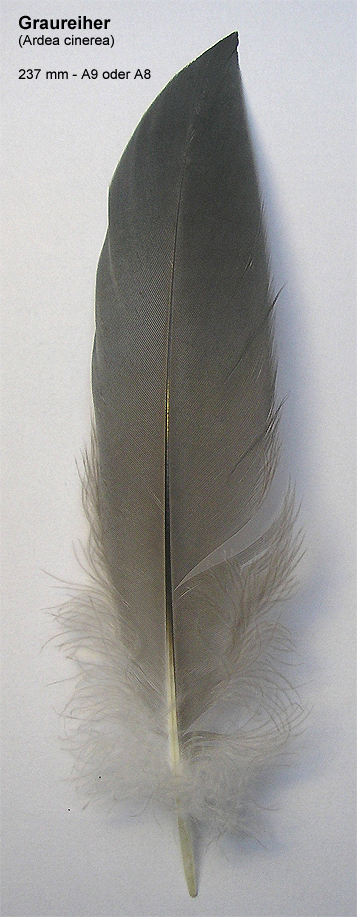
Lotka drugorzędowa czapli siwej (Ardea cinerea)